# Brutus (comic strip)
Pour les articles homonymes, voir Brutus.
Brutus est une série de bande dessinée de l'Américain Johnny Gruelle, publié de novembre 1929 à février 1938 dans l'édition dominicale du New York Herald Tribune, qui le diffusait nationalement, d'abord sur une pleine page, puis sur une demi-page à partir de 1932.
Brutus Dudd est un petit homme rondouillard dévoué à sa jolie femme mince Cleo, et s'ils n'ont pas d'enfants, tous deux s'occupent de leur chat Marc Antony et de leur chien Julius Cæsar dans une banlieue indéterminée proche de celle de Miami où vivait Gruelle. La série suit leur quotidien avec un humour assez classique.
À partir de 1934, Brutus et sa femme s'établissent de l'Ouest du pays pour y gérer The Hot Dog Ranch. L'histoire devient alors beaucoup plus fantaisiste.
Cette Sunday page a été interrompue par la mort de Gruelle et n'a pas été poursuivie, faute de succès.